# Luzulaspis luzulae
Luzulaspis luzulae är en insektsart som först beskrevs av Dufour 1864.  Luzulaspis luzulae ingår i släktet Luzulaspis och familjen skålsköldlöss. Arten har ej påträffats i Sverige. Inga underarter finns listade i Catalogue of Life.